# René Adler
René Adler, född 15 januari 1985 i Leipzig, är en tysk före detta fotbollsmålvakt som spelade för Bayer Leverkusen, Hamburger SV och Mainz 05. Han har även representerat Tysklands landslag.
Han är son till den före detta östtyska landslagsmålvakten Jens Adler.